# Latur (Distrikt)
Der Distrikt Latur (Marathi: लातूर जिल्हा) ist einer von 35 Distrikten des Staates Maharashtra in Indien.
Die Stadt Latur ist Verwaltungssitz des Distrikts. Die letzte Volkszählung im Jahr 2011 ergab eine Gesamtbevölkerungszahl von 2.454.196 Menschen.

## Geschichte
Von vorchristlicher Zeit bis ins Jahr 1345 wurde das Gebiet – wie die ganze Region – von diversen buddhistischen und hinduistischen Herrschern regiert. Der erste namentlich bekannte Staat war das Maurya-Reich, die letzte nichtmuslimische Dynastie waren die Yadava.
Nach jahrzehntelangen Tributzahlungen an muslimische Regenten im Norden Indiens erfolgte 1345 die Besetzung durch muslimische Soldaten. Danach herrschten bis ins Jahr 1724 verschiedene muslimische Dynastien (Sultanat Delhi, Bahmani, Dekkan-Sultanate und die Grossmoguln). Von 1724 bis 1956 – mit einem kurzen Unterbruch zwischen 1853 und 1860 – stand das Gebiet unter der Herrschaft des Nizam von Hyderabad und gehörte zum Staat Hyderabad bzw. zum Bundesstaat Hyderabad (1948–1956). Im Jahre 1956 wurde dieser indische Bundesstaat geteilt und der Tehsil (Kreis) Latur als Region innerhalb des Distrikts Osmanabad kam zum Staat Bombay. Auch dieser Bundesstaat wurde 1960 aufgelöst und Latur ein Teil von Maharashtra. Seit dem 15. August 1982 ist der Tehsil ein eigener Distrikt.

## Bevölkerung
Die städtische Bevölkerung macht nur 25,47 Prozent der gesamten Bevölkerung aus. Eine klar überwiegende Mehrheit der Bevölkerung sind Hindus. Die Muslime sind eine bedeutende Minderheit. Eine kleinere Minderheit bilden die Buddhisten. Im Jahr 2001 waren von 2.080.285 Einwohnern 1.700.679 Hindus (81,75 Prozent), 292.996 Muslime (14,08 Prozent) und 74.351 Buddhisten (3,57 Prozent).

### Bedeutende Orte
Einwohnerstärkste Ortschaft des Distrikts ist der Hauptort Latur. Weitere bedeutende Städte mit einer Einwohnerschaft von mehr als 25.000 Menschen sind Udgir, Ahmadpur, Nilanga und Ausa.